# Liste der Kulturdenkmäler im Landkreis Bergstraße

Kommunen im Landkreis Bergstraße

Die Liste der Kulturdenkmäler im Landkreis Bergstraße enthält die Kulturdenkmäler im Landkreis Bergstraße. Rechtsgrundlage für den Denkmalschutz ist das Denkmalschutzgesetz in Hessen.
Sie lässt sich nach den kreisangehörigen Kommunen gliedern:
- Liste der Kulturdenkmäler in Abtsteinach
- Liste der Kulturdenkmäler in Bensheim
- Liste der Kulturdenkmäler in Biblis
- Liste der Kulturdenkmäler in Birkenau
- Liste der Kulturdenkmäler in Bürstadt
- Liste der Kulturdenkmäler in Einhausen (Hessen)
- Liste der Kulturdenkmäler in Fürth (Odenwald)
- Liste der Kulturdenkmäler in Gorxheimertal
- Liste der Kulturdenkmäler in Grasellenbach
- Liste der Kulturdenkmäler in Groß-Rohrheim
- Liste der Kulturdenkmäler in Heppenheim (Bergstraße)
- Liste der Kulturdenkmäler in Hirschhorn (Neckar)
- Liste der Kulturdenkmäler in Lampertheim
- Liste der Kulturdenkmäler in Lautertal (Odenwald)
- Liste der Kulturdenkmäler in Lindenfels
- Liste der Kulturdenkmäler in Lorsch
- Liste der Kulturdenkmäler in Mörlenbach
- Liste der Kulturdenkmäler in Neckarsteinach
- Liste der Kulturdenkmäler in Rimbach (Odenwald)
- Liste der Kulturdenkmäler in Viernheim
- Liste der Kulturdenkmäler in Wald-Michelbach
- Liste der Kulturdenkmäler in Zwingenberg (Bergstraße)